# Johannesburg (cheval)
Johannesburg, né en 1999, est un cheval de course irlandais entrainé par Aidan O'Brien pour l'écurie Coolmore. Invaincu à 2 ans, il est élu 2 ans de l'année en Europe et 2 ans de l'année aux États-Unis en 2001, un exploit que seul Arazi avant lui avait accompli.

## Carrière
Élevé dans le Kentucky, Johannesburg passe une première fois sur le ring, en novembre 1999, où il fait monter les enchères jusqu'à $ 240 000 au profit de Chestnut Hill Farm. Moins d'un an plus tard, il repasse aux ventes de yearlings et cette fois Coolmore n'a que $ 200 000 à débourser pour s'en porter acquéreur. Envoyé en Irlande aux bons soins d'Aidan O'Brien malgré ses origines américaines le prédisposant a priori davantage au dirt qu'au vert gazon, Johannesburg débute par une victoire sur le petit hippodrome de Fairy House en Irlande, puis plonge directement dans le grand bain du meeting de Royal Ascot en s'alignant au départ des Norfolk  Stakes. Pas de quoi impressionner le poulain, qui enchaîne avec un deuxième succès. De retour en Irlande, Johannesburg s'impose brillamment dans les Anglesey Stakes, et semble être la figure de proue des 2 ans de Coolmore. Précoce et rapide, il se présente en favori dans le premier groupe 1 réservé aux 2 ans, les Phoenix Stakes, disputés à Leopardstown. Il ne fait qu'une bouchée de ses adversaires. Et la valse des comparaisons s'élance. Arazi ? Impossible de ne pas le comparer à cet autre phénoménal 2 ans d'origine américaine qui avait tant impressionné une décennie plus tôt. Surtout quand Johannesburg, ne ménageant pas sa peine, vient s'imposer comme à la parade dans le Prix Morny quinze jours seulement après sa victoire à Leopardstown. 
Et ça continue. En octobre, Johannesburg, qui privilégie les distances courtes et laisse les 1 400 mètres des Dewhurst Stakes à Rock of Gibraltar, un autre prodige en devenir made in Coolmore, survole les Middle Park Stakes devant le Français Zipping, qu'il avait déjà battu à Deauville. Troisième groupe 1 d'affilée pour ce poulain mais toujours invaincu et qui ne semble pas avoir encore montré ses limites. Eu égard à ses origines américaines, le défi de la Breeders' Cup Juvenile est tentant, et puis c'est à l'époque, alors que les épreuves pour 2 ans sur gazon (Breeders' Cup Juvenile Turf et Breeders' Cup Juvenile Turf Sprint) n'ont pas été ajoutées au programme de la Breeders' Cup, le seul terrain d'affrontement avec les poulains américains. Et puis, cette année-là, il n'y a pas de phénomènes annoncés de l'autre côté de l'Atlantique. Mais deux poulains invaincus sont tout de même des lauréats en puissance : Officer, le vainqueur des Champagne Stakes, et Came Home, celui des Hopeful Stakes. Johannesburg les domine largement, et conclut son année parfaite par une septième victoire en autant de sorties. Assurément le meilleur 2 ans au monde, il est élu 2 ans de l'année en Europe, et 2 ans de l'année aux États-Unis, un cumul des sacres que seul avant lui avait accompli Arazi. Mais Johannesburg, fût-il invaincu, est peut-être moins impressionnant qu'Arazi, d'où en fin d'année un rating Timeform moins ronflant que le sien (127 contre un faramineux 135). 
Le fantôme d'Arazi va planer encore un an sur les épaules de Johannesburg. Car comme le crack français, le partenaire de Michael Kinane a jeté ses derniers feux à 2 ans. La saison suivante ressemble à une bulle qui éclate. C'est plus radical encore que son aîné. Défait une première fois, à la surprise générale, dans un groupe 3 irlandais pour sa rentrée (de justesse, qui plus est face à une 4 ans futur lauréate de groupe 1, Rebelline), il tente sa chance dans le Kentucky Derby mais sa candidature soulève moins d'enthousiasme que celle d'Arazi en son temps. On s'interroge sur l'aptitude du poulain à la distance, et on lui préfère des Américains passés par les préparatoires traditionnelles, tel Harlan's Holiday, vainqueur du Florida Derby et des Blue Grass Stakes. De fait, Johannesburg sombre et termine lointain huitième (comme Arazi à l'époque...) d'un vainqueur surprise, War Emblem. Tant pis. Le problème, c'est que la défaite de Johannesburg n'est pas qu'une affaire de distance. De retour en Europe et aligné sur un parcours bien plus à sa convenance a priori (les 1 300 mètres des Golden Jubilee Stakes), le champion déchu échoue complètement. On ne le reverra plus. Johannesburg est un 3 ans ordinaire. Mais il a été un 2 ans exceptionnel, et c'est déjà immense.  

### Résumé de carrière
| Date        | Hippodrome      | Pays        | Course                 | Statut      | Distance    | Jockey         | Place       | Écart       | Vainqueur ou deuxième |
| 2001, 2 ans | 2001, 2 ans     | 2001, 2 ans | 2001, 2 ans            | 2001, 2 ans | 2001, 2 ans | 2001, 2 ans    | 2001, 2 ans | 2001, 2 ans | 2001, 2 ans           |
| ----------- | --------------- | ----------- | ---------------------- | ----------- | ----------- | -------------- | ----------- | ----------- | --------------------- |
| 30 mai      | Fairy House     | Irlande     | Maiden                 |             | 1 200 m     | Michael Kinane | 1er / 8     | 3 ½         | Minaun Heights        |
| 21 juin     | Ascot           | Royaume-Uni | Norfolk Stakes         | Gr. 3       | 1 000 m     | Michael Kinane | 1er / 10    | 1 ¼         | Waterside             |
| 14 juillet  | Curragh         | Irlande     | Anglesey Stakes        | Gr. 3       | 1 300 m     | Michael Kinane | 1er / 8     | 4           | Wiseman's Ferry       |
| 12 août     | Leopardstown    | Irlande     | Phoenix Stakes         | Gr. 1       | 1 200 m     | Michael Kinane | 1er / 11    | 5           | Miss Beabea           |
| 26 août     | Deauville       | France      | Prix Morny             | Gr. 1       | 1 200 m     | Michael Kinane | 1er / 11    | 1 ½         | Zipping               |
| 4 octobre   | Newmarket       | Royaume-Uni | Middle Park Stakes     | Gr. 1       | 1 200 m     | Michael Kinane | 1er / 7     | 3           | Zipping               |
| 27 octobre  | Belmont Park    | États-Unis  | Breeders' Cup Juvenile | Gr. 1       | 1 700 m     | Michael Kinane | 1er / 12    | 1 ¼         | Repent                |
| 2002, 3 ans |                 |             |                        |             |             |                |             |             |                       |
| 7 avril     | Curragh         | Irlande     | Gladness Stakes        | Gr. 3       | 1 400 m     | Michael Kinane | 2e / 7      | cte tête    | Rebelline             |
| 4 mai       | Churchill Downs | États-Unis  | Kentucky Derby         | Gr. 1       | 2 000 m     | Gary Stevens   | 8e / 18     | 13          | War Emblem            |
| 22 juin     | Ascot           | Royaume-Uni | Golden Jubilee Stakes  | Gr. 1       | 1 200 m     | Michael Kinane | 9e / 12     | 10          | Malhub                |

## Au haras
La carrière d'étalon de Johannesburg commence à Versailles, dans le Kentucky, dans l'antenne américaine de Coolmore, Ashford Stud. Il est proposé à $ 30 000. Ses premiers résultats sont encourageants (son tarif grimpe jusqu'à $ 65 000 en 2008) mais finalement la carrière d'étalon de Johannesburg va s'avérer honorable mais un peu en-deçà des attentes. Il a toutefois engendré un phénoménal étalon, Scat Daddy (père entre autres du détenteur de la Triple Couronne américaine Justify), dont la disparition prématurée a laissé d'immenses regrets. Johannesburg a été trimballé un peu partout : en Australie et en Argentine pendant ses premières saisons hivernales, puis au Japon où il est vendu en octobre 2009 et où il termine sa carrière en 2015, à 4 millions de yens la saillie. 
Outre Scat Daddy, lauréat des Champagne Stakes et du Florida Derby avant de se blesser dans le Kentucky Derby, Johannesburg a su transmettre son éclectisme quant aux surfaces (dirt et gazon) et donné des vainqueurs sur cinq  continents, dont plusieurs de groupe 1 tels Sageburg (Prix d'Ispahan), Strapping Groom (Forego Stakes), Turffontein (William Reid Stakes, Sir Rupert Clarke Stakes) ou Once Were Wild (AJC Oaks, en Australie).

## Origines
Le père de Johannesburg, Hennessy, a un parcours assez proche du sien : excellent juvenile, vainqueur des Hopeful Stakes et battu d'un souffle par Unbridled's Song dans la Breeders' Cup Juvenile, il ne put confirmer à 3 ans. Johannesburg est son meilleur produit avec la championne française Special Duty (Cheveley Park Stakes, 1000 Guineas, Poule d'Essai des Pouliches). Il est aussi le père de Henny Hughes (le père de la grande Beholder), de Grande Armée (multiple lauréate de groupe 1 en Australie) ou Madcap Escape (Ashland Stakes). Son tarif culminait à $ 60 000 la saillie quand il mourut en 2007. 
Myth, la mère, remporta une seule de ses 16 courses outre-Atlantique. Elle appartient à une belle fratrie. Son frère Minardi, un fils de l'Américain Boundary, qui brilla en Europe à 2 ans lorsqu'il s'adjugea les Middle Park Stakes et les Phoenix Stakes avant de terminer troisième des 2000 Guinées l'année suivante. Elle est aussi la sœur de Tale of The Cat (par Storm Cat), qui resta quant à lui aux États-Unis où il remporta les King Bishop Stakes et se classa deuxième du Whitney Handicap derrière Awesome Again et troisième du Vosburgh Handicap, et de Spunoutacontrol (par Wild Again), mère du placé de groupe 1 Fed Biz (par Giant's Causeway). La deuxième mère, Yarn, est quant à elle une propre sœur de Preach, lauréate des Frizette Stakes. Il s'agit d'une belle famille de Claiborne Farm, introduite aux États-Unis avec l'importation 1952 d'une jument élevée par le roi d'Angleterre George VI, Knight's Daughter (par Sir Cosmo), qui n'est autre que la mère du grand Round Table. À cette grande famille appartiennent également les champions Pebbles, Nashwan, Salsabil ou Go For Wand.

### Pedigree
| Origines de Johannesburg (USA), mâle bai né en 2001 | Origines de Johannesburg (USA), mâle bai né en 2001 | Origines de Johannesburg (USA), mâle bai né en 2001 | Origines de Johannesburg (USA), mâle bai né en 2001 |
| --------------------------------------------------- | --------------------------------------------------- | --------------------------------------------------- | --------------------------------------------------- |
| Père Hennessy                                       | Storm Cat                                           | Storm Bird                                          | Northern Dancer                                     |
| Père Hennessy                                       | Storm Cat                                           | Storm Bird                                          | South Ocean                                         |
| Père Hennessy                                       | Storm Cat                                           | Terlingua                                           | Secretariat                                         |
| Père Hennessy                                       | Storm Cat                                           | Terlingua                                           | Crimson Sun                                         |
| Père Hennessy                                       | Island Kitty                                        | Hawaii                                              | Utrilo II                                           |
| Père Hennessy                                       | Island Kitty                                        | Hawaii                                              | Ethane                                              |
| Père Hennessy                                       | Island Kitty                                        | T. C. Kitten                                        | Tom Cat                                             |
| Père Hennessy                                       | Island Kitty                                        | T. C. Kitten                                        | Needlebug                                           |
| Mère Myth                                           | Ogygian                                             | Damascus                                            | Sword Dancer                                        |
| Mère Myth                                           | Ogygian                                             | Damascus                                            | Kerala                                              |
| Mère Myth                                           | Ogygian                                             | Gonfalon                                            | Francis S                                           |
| Mère Myth                                           | Ogygian                                             | Gonfalon                                            | Grand Splendor                                      |
| Mère Myth                                           | Yarn                                                | Mr. Prospector                                      | Raise A Native                                      |
| Mère Myth                                           | Yarn                                                | Mr. Prospector                                      | Gold Digger                                         |
| Mère Myth                                           | Yarn                                                | Narrate                                             | Honest Pleasure                                     |
| Mère Myth                                           | Yarn                                                | Narrate                                             | State (famille 2-f)                                 |